# Formula 3
Formula 3 ali na kratko F3 je dirkalna serija formul, ki poteka v različnih oblikah že od leta 1950. Mnoga prvenstva Formule 3 potekajo v Evropi, Avstraliji, Južni Afriki in Aziji, ki navadno pomenijo prvi korak dirkača k Formuli 1. Britanska Formula 3 naj bi za dirkača stala 400,000 £, Azijska Formula 3 80,000 £, kar je velika investicija, toda ob uspešnem dirkanju se povrne s povabilom na primer v serijo GP2, A1 Grand Prix, ali celo na mesto testnega dirkača v Formuli 1.

## Galerija dirkalnikov F3 različnih obdobij
- 1949: Monopoletta-BMW
- 1960.: Tecno
- 1970.: Ralt RT 1

- 1980.: Ralt RT 3
- 1990.: Reynard 903
- 2000.: Dallara F305

## Pravila
Celotna pravila: fia.com (210 KB)
- širina : 1850 mm (72.8") maksimalno
- medosna razdalja : 2000 mm (78.75") minimalno
- višina : 1200 mm (47") minimalno
- teža: 550 kg (1213 lbs) minimalno
- aktivno podvozje, telemetrija in sistem proti zdrsu pogonskih koles so prepovedani
- krmiljenje na dve kolesi
- pogon na dve kolesi
- ročni menjalnik, šest prestav (maksimalno) in vzvratna
- kovinske zavore
- širina koles 11.5 inčev (292 mm), premer 13 inčev(330 mm) maksimalno
- Kontrolirano gorivo enega ponudnika
- Serijski 2000 cm³ motor z 26 mm (1.02")-diametričnim omejevalnikom, z okoli 200 KM (150 kW), med 5000 in 7400 rpm

## Serije Formule 3

### Aktualne serije

#### Glaven serije
Naslednja prvenstva dajo prvaku avtomatsko superlicenco za eno leto.
- Evropska Formula 3 1975–
- Britanska Formula 3
- Italijanska Formula 3
- Japonska Formula 3

#### Ostale serije
- Azijska Formula 3 - 2004–
- Avstralska Formula 3 2002–
- Finska Formula 3
- Nemška Formula 3 - 1975–
- Južnoameriška Formula 3 - 1987–
- Španska Formula 3 - 2001–

### Nekdanje serije
- Brazilska Formula 3 1990–1994
- Švicarka Formula 3 1979–2004
- Ameriška Formula 3 2000–2001
- Mehiška Formula 3 1990–2002
- Ruska Formula 3 1997–2002
- Francoska Formula 3

## Pomembne dirke
- Grand Prix de Pau
- Masters Formule 3
- Velika nagrada Macaa
- Velika nagrada Monaka